# Diómedes Menor

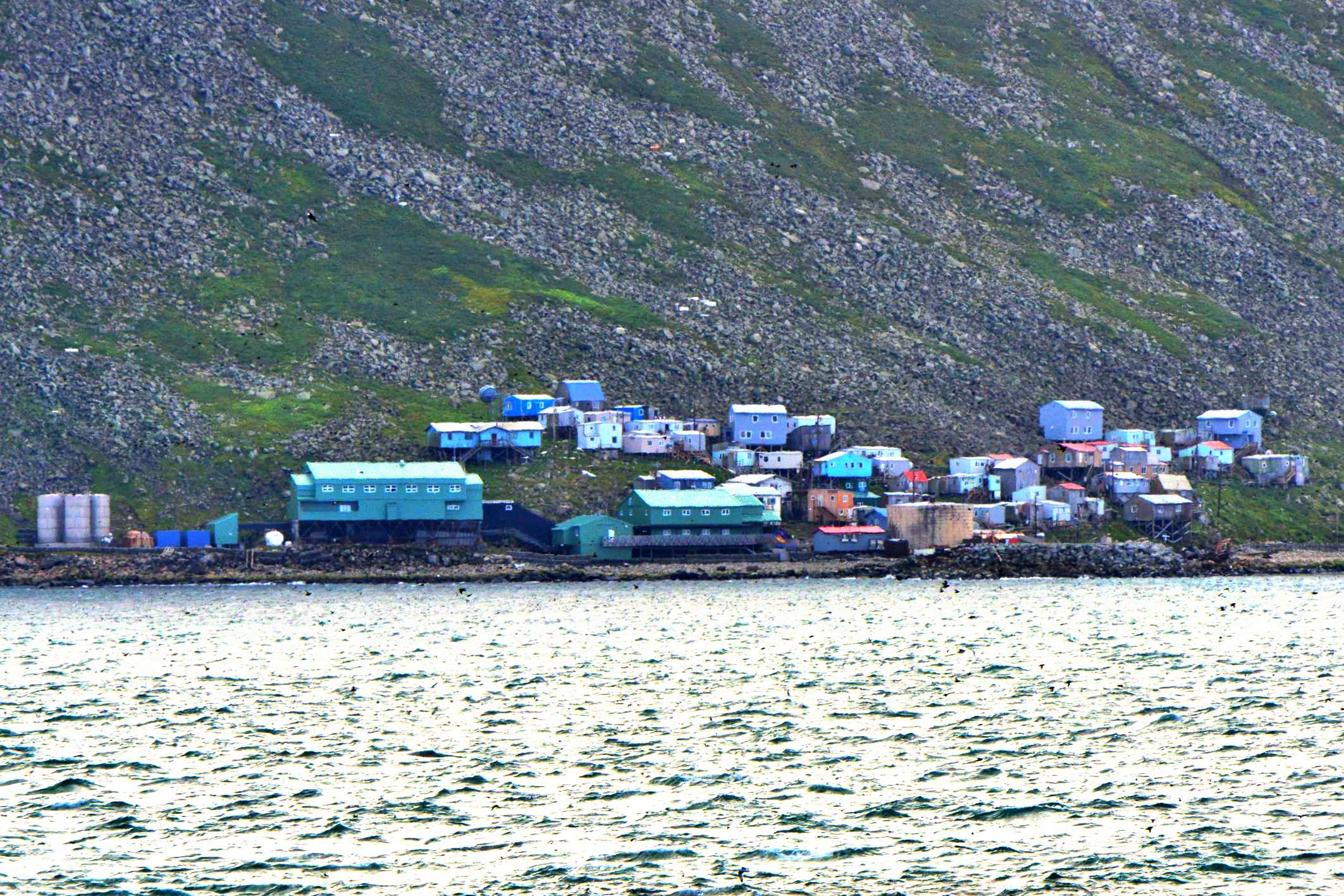
Asentamiento inuit de Inaliq

Diómedes Menor es la isla oriental de las islas Diómedes. Se conoce también con el nombre de isla Krusenstern o isla Inaliq. Se halla en medio del estrecho de Bering, entre el mar de Chukchi y el mar de Bering.
Pertenece administrativamente al Área censal de Nome, Alaska, EE. UU.
Los nativos inuit aún están asentados en la isla, a la que en su idioma llaman Inaliq. Hay solamente un pequeño núcleo habitado, compuesto por entre 160 a 180 personas (en 2000 fueron censadas 146, en 47 viviendas).
- Datos: Q1224996
- Multimedia: Diomede Islands / Q1224996